# Martin Gottfried Weiss
Pour les articles homonymes, voir Weiss.
Cet article possède un paronyme, voir Martin Weiss.
Martin Gottfried Weiss est un officier nazi.

## Biographie
Il est né en 1905 à Weiden in der Oberpfalz.
Il rejoint la jeunesse hitlérienne en 1924, et la SS en 1933. Il travaille à Dachau jusqu'en février 1938. En avril 1940, il participe à la construction d'un Neuengamme KZ près de Hambourg. 
Il est le dernier commandant du camp de Dachau.
Il est exécuté le 29 mai 1946 à la prison forteresse de Landsberg-am-Lech.